# Dorchester (Texas)
Dorchester es una ciudad ubicada en el condado de Grayson en el estado estadounidense de Texas. En el Censo de 2010 tenía una población de 148 habitantes y una densidad poblacional de 35,16 personas por km².

## Geografía
Dorchester se encuentra ubicada en las coordenadas 33°32′9″N 96°41′26″O / 33.53583, -96.69056. Según la Oficina del Censo de los Estados Unidos, Dorchester tiene una superficie total de 4,21 km², de la cual 4,21 km² corresponden a tierra firme y (0%) 0 km² es agua.

## Demografía
Según el censo de 2010, había 148 personas residiendo en Dorchester. La densidad de población era de 35,16 hab./km². De los 148 habitantes, Dorchester estaba compuesto por el 83,78% blancos, el 2,03% eran afroamericanos, el 0% eran amerindios, el 0% eran asiáticos, el 0% eran isleños del Pacífico, el 9,46% eran de otras razas y el 4,73% pertenecían a dos o más razas. Del total de la población el 16,89% eran hispanos o latinos de cualquier raza.